# Виноградов, Борис Леонидович (генерал)
Борис Леонидович Виноградов (15 апреля 1900, Федоровка, Саратовская губерния — 25 ноября 1981, Москва) — советский военный деятель, генерал-майор (4 февраля 1943 года).

## Биография
Борис Леонидович Виноградов родился 15 апреля 1900 года в селе Федоровка.
В 1912 году окончил земскую школу, в 1917 году — два класса Саратовской духовной семинарии, а в мае 1918 года — гимназию-школу 2-й ступени в Саратове, после чего работал секретарём сельсовета в селе Федоровка, а с декабря того же года — учителем в школе 1-й ступени в дер. Николаевка (Симароковка) Галаховской волости.

### Гражданская война
12 июня 1919 года призван в РККА и направлен красноармейцем во 2-й полк в составе 1-й бригады (36-я стрелковая дивизия, Восточный фронт). В августе полк был преобразован в 485-й стрелковый, где Виноградов назначен адъютантом. В сентябре полк был передислоцирован на Южный фронт, где был преобразован во 2-й полк бригады особого назначения. В декабре 1919 года Б. Л. Виноградов направлен на учёбу в учебную школу 1-го армейского батальона (13-я армия), после чего принимал участие в боевых действиях против бандитизма в районе Изюм — Змиёв. 15 августа 1920 года переведён курсантом на Чугуевские командные курсы, после чего в октябре зачислен во 2-й полк в составе Сводной курсантской дивизии направлен на Южный фронт, после чего принимал участие в боевых действиях против войск под командованием П. Н. Врангеля и вооружённых формирований под руководством Н. И. Махно.

### Межвоенное время
В марте 1921 года Виноградов направлен на укомплектование Мариупольских командных курсов, а с мая того же года в составе курсантского отряда выполнял задачи по выполнению продразверстки. 30 августа 1922 года курсы были расформированы, а Б. Л. Виноградов был демобилизован, однако вскоре был восстановлен в кадрах армии и назначен на должность учителя в составе отдельного эскадрона (32-я стрелковая дивизия, Приволжский военный округ), дислоцированного в Саратове, а в марте 1923 года переведён на должность помощника политрука в 95-й Волжский стрелковый полк. 24 октября 1924 года направлен на учёбу на повторные курсы комсостава при Ульяновской пехотной школе имени В. И. Ленина, после окончания которых 12 августа 1925 года вернулся в полк, в котором служил на должностях командира и политрука роты.
В ноябре 1926 года Б. Л. Виноградов назначен на должность командира роты в составе 5-го резервного полка, дислоцированного в Пензе, в октябре 1927 года — на должность адъютанта в составе этого же полка, затем — на должность начальника штаба 15-го отдельного территориального стрелкового батальона, в сентябре 1931 года — на должность старшего секретаря Военной прокуратуры Приволжского военного округа, а в апреле 1932 года — на должность инструктора-руководителя группы комначсостава учебного центра 34-й стрелковой дивизии, дислоцированной в Куйбышеве.
В сентябре 1933 года переведён в штаб Приволжского военного округа и назначен на должность начальника 4-го сектора 6-го отдела, однако уже в феврале 1934 года переведён начальником штаба 91-го стрелкового полка (31-я стрелковая дивизия), дислоцированный в Астрахани. В апреле 1935 года окончил заочный факультет Военной академии имени М. В. Фрунзе.
В сентябре 1937 года майор Б. Л. Виноградов назначен на должность командира 64-го стрелкового полка в составе 22-й стрелковой дивизии, которая вскоре была передислоцирована на Дальний Восток, где включена в состав ОКДВА (село Гродеково).
В июне 1938 года назначен на должность начальника штаба 45-го стрелкового корпуса, в январе 1940 года — на должность начальника штаба Северной группы войск 2-й Отдельной Краснознамённой армии, 22 июля того же года — на должность начальника штаба Особого стрелкового корпуса, дислоцированного в Николаевске-на-Амуре, а в апреле 1941 года — на должность заместителя начальника штаба Дальневосточного фронта по организационно-мобилизационным вопросам.

### Великая Отечественная война
С началом войны находился на прежней должности.
В августе 1941 года назначен на начальника оперативного отдела — заместителя начальника штаба 25-й армии, в январе 1942 года — на должность начальника штаба этой армии, в августе того же года — на должность начальника штаба 35-й армии, 22 сентября 1943 года — на должность командира 264-й стрелковой дивизии. В августе 1945 года дивизия под командованием генерал-майора Б. Л. Виноградова во время советско-японской войны принимала участие в боевых действиях в Маньчжурской и Харбино-Гиринской наступательных операциях, в ходе которых форсировала Уссури, прорвала Хутоуский укреплённый район и затем совершили марш до города Мишань.

### Послевоенная карьера
После окончания войны находился на прежней должности.
Дивизия под командованием генерал-майора Б. Л. Виноградова была передислоцирована во Владивосток и затем на Южный Сахалин, где вошла включена в состав 87-го стрелкового корпуса (Дальневосточный военный округ).
В мае 1949 года направлен на учёбу на Высшие академические курсы при Высшей военной академии имени К. Е. Ворошилова, после окончания которых в 1950 году оставлен в этой же академии и назначен на должность старшего преподавателя кафедры оперативного искусства.
Генерал-майор Борис Леонидович Виноградов 11 сентября 1958 года вышел в запас. Умер 25 ноября 1981 года в Москве. Похоронен на Востряковском кладбище.

## Награды
- Орден Ленина (21.02.1945);
- Два ордена Красного Знамени (03.11.1944, 24.06.1948);
- Орден Кутузова 2 степени (26.08.1945);
- Медали.